# Masters de Montecarlo 2000
El Masters de Montecarlo 2000 fue un torneo de tenis masculino jugado sobre tierra batida. Fue la 94.ª edición de este torneo. Se celebró entre el 17 y el 23 de abril de 2000.

## Campeones

### Individuales
Cédric Pioline vence a  Dominik Hrbatý, 6–4, 7–6, 7–6.

### Dobles
Wayne Ferreira /  Yevgeny Kafelnikov vencen a  Paul Haarhuis /  Sandon Stolle, 6–3, 2–6, 6–1.